# ياسمين أزرق (فلم)
ياسمين أزرق (بالإنجليزية: Blue Jasmine) هو فيلم دراما وكوميديا أمريكي صدر في 2013 من تأليف وإخراج وودي آلن. وبطولة كيت بلانشيت وأليك بالدوين ولويس سي.كي. وبيتر سارسجارد.
يروي الفيلم قصة امرأة ذات مكانة اجتماعية من منهاتن تقع في الفقر والتشرد، فتسافر لأختها في سان فرانسيسكو لتعيش معها وتبدأ حياتها من جديد .
تلقى الفيلم الثناء من النقاد، ولا سيما بالنسبة لأداء بلانشيت، وكان نجاح شباك التذاكر، وكسب 94.8$ مليون في جميع أنحاء العالم . حصد 18 مليون دولار. وحصلت بلانشيت على جائزة الأوسكار لأفضل ممثلة، وأفضل ممثلة مساعدة لسالي هوكينز. منحت أيضا جائزة غولدن غلوب لأفضل ممثلة في الصور المتحركة - دراما، وجائزة نقابة ممثلي الشاشة عن الأداء المتميز من قبل ممثل أنثى في دور رئيسي، وجائزة بافتا لأفضل ممثلة في دور رئيسي.

## طاقم التمثيل
- كيت بلانشيت
- أليك بالدوين
- لويس سي.كي.
- بيتر سارسجارد

## الميزانية والإيرادات
بلغت تكلفة إنتاج الفيلم حوالي 18 مليون دولار بينما حقق أرباحاً تقدر بـ 74 ميلون دولار.

## وصلات خارجية
- الموقع الرسمي
- مقالات تستعمل روابط فنية بلا صلة مع ويكي بيانات